# ランズ・エンド空港
ランズ・エンド空港（英: Land's End Airport）は、ペンザンスの西5NM（9.3 km; 5.8 mi）コーンウォールのセントジャストインペンウィズの近くにあり、英国本土で最も南西にある空港。

## 概要
空港はシリー諸島蒸気船会社（ISSC）が所有。ISSCの子会社であるランズ・エンド空港会社が空港を運営し、別の子会社であるシリー諸島スカイバスがセント・メアリーズ空港への定期旅客サービスを運営している。またシリー諸島とペンウィズ西部周辺の遊覧飛行も行っている。
空港にはCAA民間使用飛行場ライセンス（番号P568）があり、ライセンス許可を得た場合にのみ、乗客の公共交通機関または日中の使用のための飛行指導のフライトが許可される。

## 航空会社と目的地
| 航空会社             | 就航地                 |
| -------------------- | ---------------------- |
| シリー諸島スカイバス | セント・メアリーズ空港 |

### その他の操作
スカイバスは、ブリテンノーマンアイランダー航空機を使用して、コーンウォール南西部周辺の遊覧飛行を提供している。トリニティハウスも飛行場にデポを所有。

## 統計

### 利用者数
元のウィキデータクエリを参照してください.

### 航路
| Rank | Airport            | Total passengers | Change 2018 / 19 |
| ---- | ------------------ | ---------------- | ---------------- |
| 1    | セント・メアリーズ | n/a              | 増減なし         |
| 2    | ニューキー         | 33               | 26.7%            |

## アクセス
スカイバスは、ペンザンス駅から空港へのシャトルバスを運行しており、飛行機と鉄道のチケットをセットで予約可能。